# صباح الفل (فلم)
صباح الفل هو فيلم قصير مصري بطولة هند صبري وإخراج شريف البنداري مأخوذ عن مسرحية للكاتب داريو فو اسمها الاستيقاظ، والفيلم يدور في مشهد واحد بدون مونتاج خلال تسع دقائق، ويصور المعاناة اليومية للمرأة المصرية المتزوجة في ظل الظروف الاقتصادية الصعبة والحياة الروتينية وبحثها عن لحظات الحب مع زوجها.
حصل الفيلم علي عدة جوائز منها جائزة الصقر الذهبي كأفضل فيلم روائي قصير في الدورة الأخيرة من مهرجان روتردام وجائزة لجنة التحكيم بالمهرجان القومي للسينما مصر ، وعلى جائزة أحسن فيلم قصير من المهرجان الثالث للأفلام القصيرة ببورسعيد 

## وصلات خارجية
- مقالات تستعمل روابط فنية بلا صلة مع ويكي بيانات
- فيلم صباح الفل على يوتيوب